# Fabio Catacchini
Fabio Catacchini (Città di Castello, 19 gennaio 1984) è un allenatore di calcio ed ex calciatore italiano, di ruolo difensore.

## Carriera
Dopo essere cresciuto nelle file del Sansepolcro, con cui gioca due stagioni in Serie D, nel 2004 passa alla Pistoiese dove esordisce fra i professionisti, rimanendo nel club arancione per tre stagioni.
Successivamente ha totalizzato 90 presenze in Serie B con le maglie di Rimini e Frosinone. Nella stagione 2010/11, con il Frosinone, diventa il punto fermo della corsia di destra, giocando gran parte del campionato e venendo raramente sostituito da Guidi e compagni.
Nel gennaio 2013 viene ingaggiato dal Catanzaro, dove gioca in Lega Pro fino al giugno 2014.
Dopo una stagione 2014-2015 giocata da titolare in Lega Pro con il Forlì, nel luglio 2015 rimane svincolato e nel gennaio successivo, per un breve periodo, torna al Sansepolcro in Serie D; già un mese più tardi però fa ritorno tra i professionisti firmando con il Prato, club che lo conferma poi anche per la seguente stagione 2016-2017.
Al termine della stagione 2022-2023, decide di ritarsi.
Il 1º aprile 2024 diventa l'allenatore del Sansepolcro, sostituendo Marco Bonura, che aveva lasciato la squadra in zona playout. 